# 過帳
過帳（英語：posting）是指在會計程序裡的其中一個程序，簡單的定義就是將日記簿交易的過程，經處理後寫至另一本帳戶本——分类账（又稱終結紀錄簿）裡，而會計科目主要的帳戶本就是日記簿和分類帳兩種帳戶本。

## 簡介
過帳在會計處理流程裡通常為第二個過程，如果有傳票制度則為第三個。過帳的意思是將已經寫在日記簿的分錄過分類帳。過帳時，需將日記簿裡各分錄的會計科目和金額，按借貸法則及金額轉記置分類帳帳戶的程序。在分類帳中，每個在日記簿裡出現過的會計科目都應有日頁欄，應將其日頁欄對照過去，且應每過完一筆，日頁欄就寫一個，以免重複記帳或是漏記帳之情形發生。分類帳之保存至少需保存10年。

## 過帳的功用
- 可以了解每個會計科目的變動情形。
- 提供企業編製財務報表的依據。
- 可以較容易的看出同個會計科目的變動，不一定都要慢慢查。
- 如果企業只想要了解金額，較不必一直回頭翻日記簿查詢。只要翻對應的分類帳，企業馬上就能知道變動情形。

## 過帳各分類
種類：
1. 總分類帳(又稱統治帳戶，有管理交易情況的意思)，功能：終結紀錄的帳簿，編製財務報表的依據。
2. 明細分類帳(又稱輔助分類帳，有會計科目輔助的意思)，功能：記載某一統制帳戶中各細目之內容。

格式：
1. 標準式帳戶(學理上使用)
2. 餘額式帳戶(正式會計公認之原則，也是一般企業較常用的帳戶方式)

## 記錄過帳的方法
過帳交易示範：100年6月19日企業購進一批商品，商品總價20,000。購進日當天先付總價的{\displaystyle {\frac {1}{4}}}，其餘賒欠，付款條件2/20,1/25,n/30，而此企業在6月30日將剩餘的{\displaystyle {\frac {3}{4}}}全數付清。
1. 檢查其分錄使用的所有會計科目，如此交易分錄：
購進：
```
   進貨    20,000
      現金       5,000
      應付帳款   15,000
```

6月30日：
```
   應付帳款   15,000
      現金       14,700
      進貨折讓       300
```

2. 將所有使用到的會計科目編製之，如此示範：

現金 第2頁

| 100年 | 100年 | 摘要                                                                   | 日頁 | 借方金額 | 貸方金額 | 借或貸 | 餘額   |
| 月    | 日    | 摘要                                                                   | 日頁 | 借方金額 | 貸方金額 | 借或貸 | 餘額   |
| 6     | 19    | 購進一批商品，先付總價的{\displaystyle {\frac {1}{4}}}現金，剩於賒欠。 | 5    |          | 5,000    | 貸     | 5,000  |
|       | 30    | 賒欠總價的{\displaystyle {\frac {3}{4}}}全數付清。                     | 〃   |          | 14,700   | 〃     | 19,700 |
|       |       |                                                                        |      |          |          |        |        |

應付帳款 第33頁

| 100年 | 100年 | 摘要                                                                   | 日頁 | 借方金額 | 貸方金額 | 借或貸 | 餘額   |
| 月    | 日    | 摘要                                                                   | 日頁 | 借方金額 | 貸方金額 | 借或貸 | 餘額   |
| 6     | 19    | 購進一批商品，先付總價的{\displaystyle {\frac {1}{4}}}現金，剩於賒欠。 | 5    |          | 15,000   | 貸     | 15,000 |
|       | 30    | 賒欠總價的{\displaystyle {\frac {3}{4}}}全數付清。                     | 〃   | 15,000   |          | 平     | 0      |
|       |       |                                                                        |      |          |          |        |        |

- 其餘的會計科目也是大概程序，在此就只示範某一部分。
- 付款條件每種都有不同的形式，如國際貿易實務上使用的付款條件，其就有分不同的方式[4]。

## 外部連結
- 職業學校─會計學：因應國際會計準則(IFRSs)差異對照表簡報

- 會計丙級檢定術科測驗考生常犯錯誤 （页面存档备份，存于）